# Ghiacciaio Desudava
Il ghiacciaio Desudava (in inglese Desudava Glacier) è un ghiacciaio lungo 15,5 km e largo 5, situato sulla costa di Nordenskjöld, nella parte orientale della Terra di Graham, in Antartide. In particolare, il ghiacciaio si trova a sud del ghiacciaio Dinsmoor e a est-nord-est del ghiacciaio Boryana e da qui fluisce verso sud, scorrendo lungo il versante nord-orientale del picco Gusla e del vicino altopiano Detroit, poi lungo il lato meridionale del picco Ivats e il versante occidentale del monte Elliott, fino ad entrare nella baia Mundraga, poco a oriente del ghiacciaio Boryana.

## Storia
Il ghiacciaio Desudava è stato così battezzato dalla Commissione bulgara per i toponimi antartici in onore dell'antica città trace di Desudava, nell'odierna Bulgaria sud-occidentale. 